# Willi Sitte

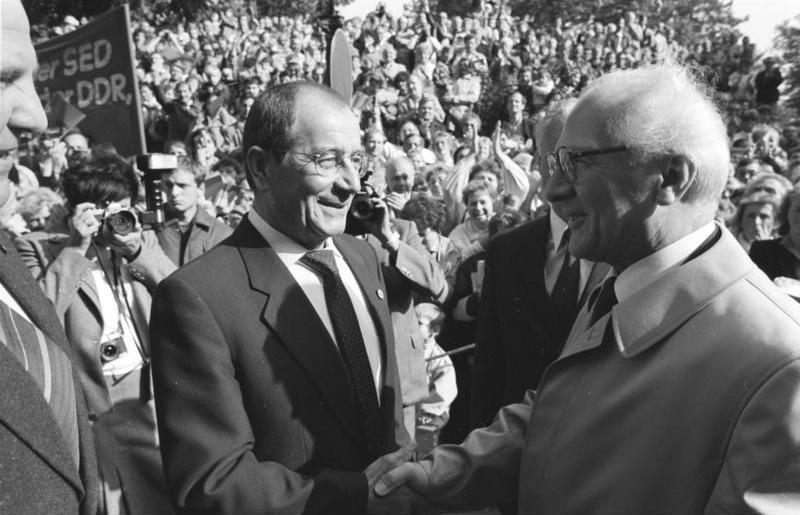
Sitte (ao centro)

Willi Sitte (Kraztau, 28 de fevereiro de 1921 — Halle, 8 de junho de 2013) foi um pintor alemão. Grande pintor da ex-Alemanha Oriental e um dos fundadores do realismo socialista foi também presidente da Federação da Alemanha Oriental de Artistas Estudantes (VBK) e membro do Comitê Central do Partido Comunista (SED).